# Rachecourt
Rachecourt (Luxemburgs: Reissich, Waals: Ratchcou, Duits: Ressig) is een plaats in het Luxemburgse taalgebied van de Belgische provincie Luxemburg en een deelgemeente van Aubange.
In het Bos van Pertot tussen Battincourt en Rachecourt ontspringt de Vire.

## Geschiedenis
In 1863 werd Meix-le-Tige afgesplitst van Rachecourt als zelfstandige gemeente.
Bij de gemeentelijke fusies van 1977 werd Rachecourt een deelgemeente van Aubange.

## Demografische ontwikkeling
- Bronnen:NIS, Opm:1831 tot en met 1970=volkstellingen
- 1866:Afsplitsing van Meix-le-Tige in 1863

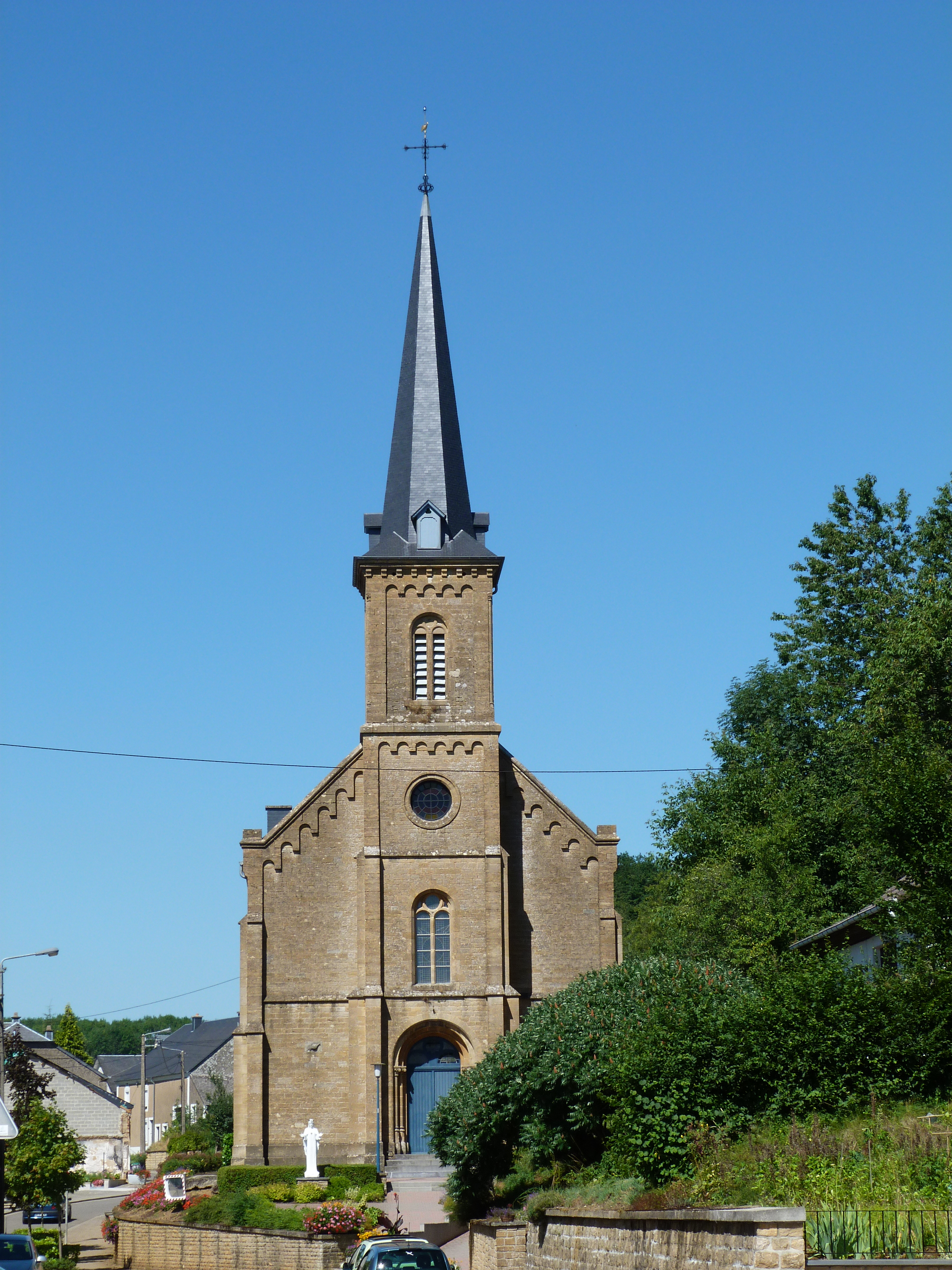
De kerk van Rachecourt

Deelgemeenten: Athus · Aubange · Halanzy · Rachecourt

Overige kernen: Aix-sur-Cloie · Battincourt · Guerlange

Belgische gemeenten · Arrondissement Aarlen · Luxemburg · Wallonië